# Apheidas (König von Tegea)
Apheidas (altgriechisch Ἀφείδας Apheídas) ist eine Gestalt der griechischen Mythologie.
Apheidas war ein arkadischer Heros und galt als Sohn des Arkas, des Eponymos der Arkader. Seine Mutter war nach verschiedenen Sagenvarianten entweder Leaneira, Tochter des Amyklas, oder Meganeira (Metaneira), Tochter des Krokon, oder (laut Eumelos von Korinth) die Nymphe Chrysopeleia oder (laut Pausanias) die Dryade Erato. Als Brüder des Apheidas werden Azan und Elatos aufgezählt. Laut einer Sagenversion soll Apheidas  noch einen weiteren Bruder namens Amphidamas gehabt haben, doch könnte dieser auch mit ihm identisch sein.
Nach dem Tod des Arkas wurde sein Reich unter seinen Söhnen aufgeteilt. Apheidas wurde nun Herrscher von Tegea, während Azan die Landschaft Azania und Elatos die Gegend um das arkadische Gebirge Kyllene bekam. Der neunte Demos der Tegeaten soll nach Apheidas benannt worden sein und hieß demnach Apheidantes. Die Kinder des Apheidas waren Aleos und Stheneboia. Der arkadische Lokalhistoriker Araithos gibt an, dass Ereuthalion ebenfalls ein Sohn des Apheidas gewesen sei. Der argivische Erzgießer Antiphanes stellte eine Statue des Apheidas her, die in Delphi aufgestellt wurde.